# Lenguas bade-warji
Las lenguas bade-warji son un grupo de lenguas chádicas occidentales del grupo B, habladas en Nigeria.

## Comparación léxica
Los numerales en diferentes lenguas bade-warji son:
| GLOSA | Bade     | Bade            | Bade               | Warji         | Warji         | PROTO- BW |
| GLOSA | Bade     | Ngizim          | Duwai              | Diri          | Miya          | PROTO- BW |
| ----- | -------- | --------------- | ------------------ | ------------- | ------------- | --------- |
| '1'   | gàɗi     | kə́ɗə́n/ gàyí     | gùɗìyò             | num           | wútə̀          | ?         |
| '2'   | sərən    | ʃírín           | ʃirì               | (rɔp)         | tsə̀r          | *sərən    |
| '3'   | kwan     | kwán            | kô                 | mɪyaxkən      | kìdi          | ?         |
| '4'   | fəɗu     | fə́ɗú            | fə̀ɗú               | wupsɛ         | fə̀ɗə          | *fəɗu     |
| '5'   | vàɗì     | vàaɗ            | vā̀ɗ                | nəmtəm        | vàaɬə         | *vaaɗi    |
| '6'   | ə̀zdù     | zə̀dù            | ə̀jdə̀ɡərma          | mukkə̀         | màaha         | ?         |
| '7'   | gatkasà  | gátkásà         | sə̀və̀sə̀ri tlə̀və̀sə̀ri | ŋyɪniŋgì      | mààtsə̀r       | ?         |
| '8'   | ɬədàakwà | dándàfə́ɗú (2x4) | ə̀jldàakò           | wùzupsè (2x4) | fə́rfəɗə (2x4) | *4x2      |
| '9'   | warayà   | kúɗkûvdà        | wā̀rìyà             | vwanùm        | kùcìyà        | ?         |
| '10'  | ɡuumà    | ɡúmà            | ɡùumà              | kwuɬ          | də́rɓitim      | *guuma    |
Los numerales del diri son más cercanos a los del geiji (del grupo barawa) con el que comparte mayor cercanía léxica.